# 5e régiment d'infanterie de ligne (royaume de Hollande)
Pour les articles homonymes, voir 5e régiment.
Le 5e régiment d'infanterie de ligne (néerlandais : 5de Regiment Infanterie van Line) est une unité militaire de la République batave puis du royaume de Hollande, créée en 1805 et devenue en 1810 126e régiment d'infanterie de ligne de l'Empire français.

## Création et différentes dénominations
- 1805 : formation du 4e régiment d'infanterie de ligne par amalgame des 11e et 12e bataillons d'infanterie[1]
- 1806 : renommé 5e régiment d'infanterie de ligne
- 1810 : devient 126e régiment d'infanterie de ligne français

## Historique des opérations
Le régiment est créé en 1805 sous le nom de 4e régiment d'infanterie de ligne. Ses deux bataillons rejoignent en décembre la 1re brigade de la division batave de l'armée du Nord commandée par le prince Louis Bonaparte.
Le régiment prend le numéro 5 en 1806, lorsque le régiment de grenadiers de la Garde royale reçoit le numéro 1. Il ne combat pas en Allemagne mais est engagé face aux Britanniques lors de la campagne de Walcheren en août 1809.
Par décret du 18 août 1810, il forme le 126e de ligne.

## Uniformes

Uniforme de tambour du régiment.

Le régiment portait un uniforme de style français mais blanc à couleur distinctive vert foncé.

## Drapeaux
Les bataillons du régiment reçoivent chacun un drapeau royal en février-mars 1807. Le 2e bataillon perd son drapeau en 1809, capturé par les Britanniques à Verre, les autres sont emmenés en France après l'annexion de la Hollande et finalement brûlés en janvier 1814 lors de l'invasion alliée.

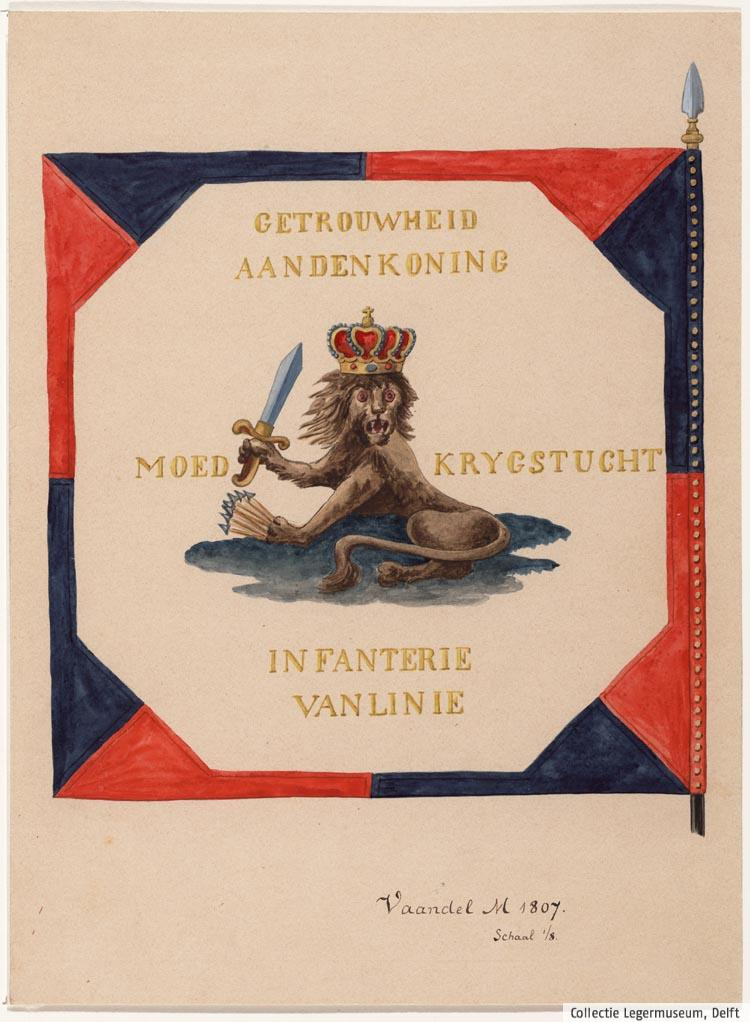
Revers du drapeau du 2e bataillon
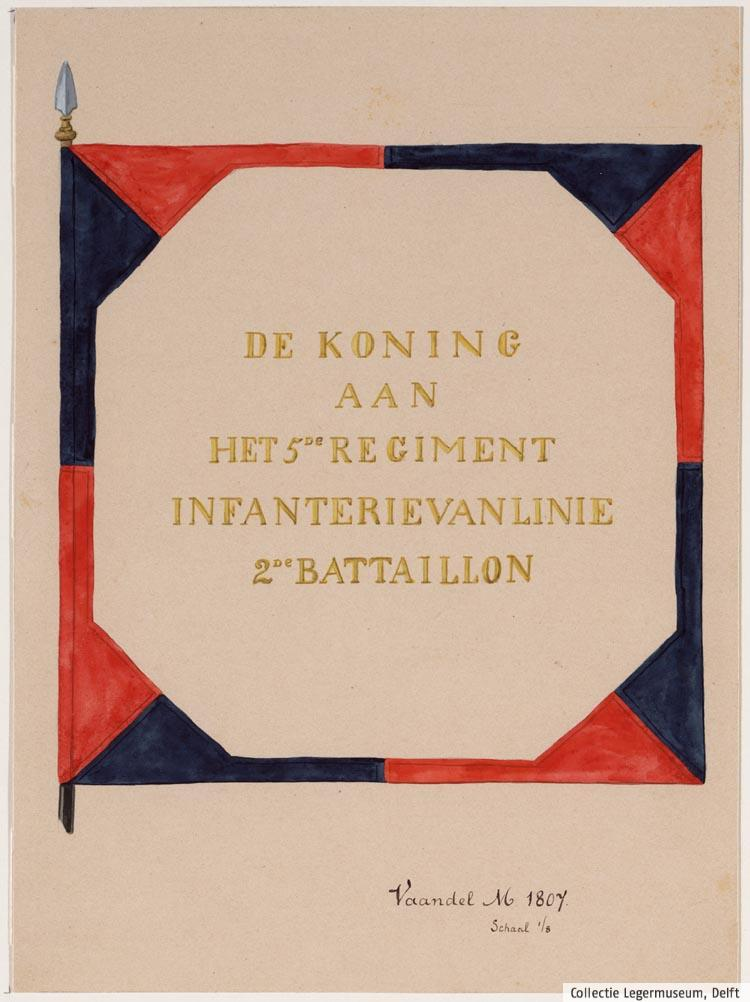
Avers du drapeau du 2e bataillon